# Wiktor Klimow
Wiktor Wiktorowycz Klimow (ukr. Віктор Вікторович Клімов, ur. 10 grudnia 1964 w Symferopolu) – ukraiński kolarz szosowy reprezentujący też ZSRR, trzykrotny medalista mistrzostw świata.

## Kariera
Największy sukces w karierze Wiktor Klimow osiągnął w 1985 roku, kiedy wspólnie z Ołeksandrem Zinowjewem, Igorem Sumnikowem i Wasilijem Żdanowem zdobył złoty medal w drużynowej jeździe na czas na mistrzostwach świata w Giavera del Montello. W tej samej konkurencji zdobył jeszcze dwa medale: srebrny na mistrzostwach świata w Villach w 1987 roku oraz brązowy podczas rozgrywanych dwa lata później mistrzostw świata w Chambéry. Ponadto wygrał między innymi portugalski Troféu Joaquim Agostinho i hiszpański Memorial Manuel Galera w 1991 roku, w latach 1985 i 1987 był drugi w Settimana Ciclistica Lombarda, w 1994 roku drugi w wyścigu Dookoła Bułgarii, a dwa lata wcześniej trzeci w Vuelta Ciclista a la Rioja. W 1988 roku wystartował na igrzyskach olimpijskich w Seulu, gdzie wraz z kolegami zajął siódme miejsce. Siedmiokrotnie zdobywał mistrzostwo Związku Radzieckiego.